# Allodape australissima
Allodape australissima är en biart som beskrevs av Michener 1975. Allodape australissima ingår i släktet Allodape och familjen långtungebin. Inga underarter finns listade i Catalogue of Life.